# جون لارسن (لاعب رماية)
جون لارسن (بالنرويجية البوكمول: John Larsen)‏ هو لاعب رماية نرويجي، ولد في 27 أغسطس 1913 في كريستيانية في النرويج، وتوفي في 5 أغسطس 1989 في أوسلو في النرويج.

## وصلات خارجية
- جون لارسن على موقع الاتحاد الدولي (الإنجليزية)
- جون لارسن على موقع أوليمبيديا (الإنجليزية)